# デザインクラブ
株式会社デザインクラブは、1998年設立された企業。住宅やデザインやインテリアのコンサルト業務を行っている。

## 社史
創業者の小川千賀子は高校卒業後、日本リクルートセンター（現リクルート）で出版物制作を担当していた。1986年、出産を機にリクルートを退社。第二子出産後に、建築士としての資格を取得し、マンション建築に関わるようになった。小川はリフォーム工事を手がけるうちに、デザインの選べない分譲マンションの販売制度に疑問を感じるようになった。1998年4月、兵庫県中小企業振興公社の支援も受けながら、株式会社デザインクラブを創業して独立。施工前に個々の顧客の要望を設計に反映させる「自由設計」をコンセプトにマンション設計業界に参入した。

## 事業内容

### 新築マンションのセミオーダーシステム
分譲マンションの購入者の希望を聞き、間取りや配置の変更を行うシステムで、顧客と建設会社の仲介役を担っている。代表的な施工例として、株式会社ユニチカエステートととも手がけた「ユニハイム福島鷺洲公園」や近鉄不動産とともに手がけた「レフィナード甲子園」がある。

### 情報サイト運営
2009年7月に、インテリア情報サイト「すまレピ」を開設した。サイト名の由来は「すまいのレシピ」の略。サイトでは、ベッドやテレビなどの家具や照明器具を実際の物件の間取りに設置でき、家具配置をシミュレーションしながら、実際の物件の購入を検討できる。

### その他
ホテル・店舗のデザインやインテリア設計、インテリア商品の販売なども行っている。